# Melvin Frank
Melvin Frank (Chicago, 13 de agosto de 1913 – Los Ángeles, 13 de octubre de 1988) fue un guionista productor y director de cine estadounidense. Conocido por su asociación con Norman Panama y su trabajo en películas como Los Blandings ya tienen casa (Mr. Blandings Builds His Dream House) (1948), Navidades blancas (White Christmas) (1954), y El bufón del rey (The Court Jester) (1956). También dirigió películas como Buona Sera, Sra. Campbell y Un toque de distinción (A Touch of Class ) (1973).

## Biografía
Nacido en el seno de una familia judía de Chicago, Frank se encontró con su futuro colaborador Norman Panama en 1933 cuando ambos estudiaban en la Universidad de Chicago. Después de graduarse, oficializaron su relación profesional en 1935 y que duraría cuatro décadas; primero escribiendo para Milton Berle antes de escribir para el show radiofónico de Bob Hope. En 1941, they vendieron su primer guion a Paramount Pictures, Mi rubia favorita (My Favorite Blonde) (1942), que protagonizaría el mismo Hope.
Trabajaron para Paramount durante cinco años donde, entre otros, escribieron Road to Utopia (1946), protagonizada por Hope y Bing Crosby, por el que recibieron la nominación a Óscar al mejor argumento y guion original. Posteriormente ficharon por Columbia Pictures escribiendo Tenías que ser tú (It Had to Be You) (1947), Tío Willie (The Return of October) (1948) y Los Blandings ya tienen casa (1948) para RKO.
En 1950, consiguieron dirigir y producir el primero de sus guiones en acuerdo con Metro-Goldwyn-Mayer con The Reformer and the Redhead. A esta le siguieron otras obras cono Un gramo de locura (Knock on Wood) (1954)  y El bufón del rey (The Court Jester) (1956), ambas protagonizadas por Danny Kaye, con la que ganaron otra nominación a los Óscar. Escribieron una obra teatral para Broadway en 1956, posteriormente adaptada para el cine como Li'l Abner (1959), dirigida por el propio Frank. Recibieron otra nominación por Los hechos de la vida (The Facts of Life) (1960) y Dos frescos en órbita (The Road to Hong Kong) (1962).
Frank también tuvo una exitosa carrera en solitario como director, sobre todo recordado por su aclamada comedia romántica Un toque de distinción (A Touch of Class) (1973), protagonizado por George Segal y Glenda Jackson. Las siguientes películas de Frank fueron La duquesa y el truhán (The Duchess and the Dirtwater Fox) (1976) y Un toque con más clase (Lost and Found) (1979).
Frank sufrió una operación a corazón abierto el 12 de octubre de 1988 y murió al siguiente día.

### Vida privada
La primera mujer de Frank fue Anne Ray, la hermana pequeña de Jigee Viertel. Hasta su muerte, estuvo con su segunda esposa, Juliet. Tuvo tres hijos: la escritora ganadora del Premio Pulitzer Elizabeth Frank, Andrew y James.

## Filmografía seleccionada
Como guionista con Norman Panama
- Mi rubia favorita (My Favorite Blonde), de Sidney Lanfield (1942)
- Road to Utopia, de Hal Walker (1946)
- Monsieur Beaucaire (with Norman Panama) (1946)
- Tenías que ser tú (It Had to Be You), de Rudolph Maté (1947)
- Tío Willie (The Return of October), de Joseph H. Lewis (1948)
- Los Blandings ya tienen casa (Mr. Blandings Builds His Dream House), de H.C. Potter (1948)
- Navidades blancas (White Christmas), de Michael Curtiz (con Panama y Norman Krasna) (1954)

Como codirector y guionista con Norman Panama
- The Reformer and the Redhead (1950)
- Strictly Dishonorable (1951)
- Callaway Went Thataway (1951)
- El gran secreto (Above and Beyond) (1952)
- Un gramo de locura (Knock on Wood) (1954)
- El bufón del rey (The Court Jester) (1956)
- Esa extraña sensación (That Certain Feeling) (1956)
- Li'l Abner (1959)
- La trampa (The Trap) (1959)
- Los rebeldes de Kansas (The Jayhawkers!) (1959)
- Los hechos de la vida (The Facts of Life) (1960)
- Dos frescos en órbita (The Road to Hong Kong) (1962)
- Habitación para dos (Strange Bedfellows) (1965)
- Bromas con mi mujer... no (Not with My Wife, You Don't!) (1966)

Como guionista sin Norman Panama
- Golfus de Roma (A Funny Thing Happened on the Way to the Forum ), de  Michael Pertwee (1966)

Como director en solitario
- Buona Sera, Sra. Campbell (Buona Sera, Mrs. Campbell) (con Denis Norden y Sheldon Keller) (1968)
- Un toque de distinción (A Touch of Class) (con Jack Rose) (1973)
- The Prisoner of Second Avenue (1975) (director)
- La duquesa y el truhán (The Duchess and the Dirtwater Fox) (1976)
- Un toque con más clase (Lost and Found) (1979)
- Una auténtica vida de perros (Walk Like a Man) (1987)

## Premios y distinciones
Premios Óscar
| Año  | Categoría            | Película               | Resultado |
| ---- | -------------------- | ---------------------- | --------- |
| 1947 | Mejor guion original | Road to Utopia         | Nominado  |
| 1955 | Mejor guion original | Un gramo de locura     | Nominado  |
| 1961 | Mejor guion original | Los hechos de la vida  | Nominado  |
| 1974 | Mejor película       | Un toque de distinción | Nominado  |
| 1974 | Mejor guion original | Un toque de distinción | Nominado  |

Festival Internacional de Cine de San Sebastián
| Año  | Categoría                            | Película               | Resultado |
| ---- | ------------------------------------ | ---------------------- | --------- |
| 1973 | Concha de Plata a la mejor dirección | Un toque de distinción | Ganador   |